# Koi no mahō
Koi no mahō (恋のマホウ?) è il primo singolo pubblicato dalla cantante J-pop ICHIKO. Questo singolo è stato pubblicato il 19 novembre 2003. Il brano Koi no mahō è stato utilizzato come sigla di apertura della serie anime Maburaho. La traccia B We'd get there someday fu invece utilizzata come sigla di chiusura di tale anime. Il singolo uscì nella sola edizione regolare (SCDC-311).

## Tracce
1. Koi no mahō
2. We'd get there someday
3. Koi no mahō (versione karaoke)
4. We'd get there someday (versione karaoke)